# Holopsamma rotunda
Holopsamma rotunda är en svampdjursart som först beskrevs av Hallmann 1912.  Holopsamma rotunda ingår i släktet Holopsamma och familjen Microcionidae. Inga underarter finns listade i Catalogue of Life.